# Cryptocephalus beckeri
Cryptocephalus beckeri là một loài bọ cánh cứng trong họ Chrysomelidae. Loài này được F. Morawitz miêu tả khoa học năm 1860.